# Воткінс (Айова)
Воткінс (англ. Watkins) — переписна місцевість (CDP) в США, в окрузі Бентон штату Айова. Населення — 116 осіб (2020).

## Географія
Воткінс розташований за координатами 41°53′35″ пн. ш. 91°59′6″ зх. д. / 41.89306° пн. ш. 91.98500° зх. д. (41.893102, -91.984993).  За даними Бюро перепису населення США в 2010 році переписна місцевість мала площу 1,07 км², уся площа — суходіл.

## Демографія
Згідно з переписом 2010 року, у переписній місцевості мешкало 118 осіб у 55 домогосподарствах у складі 32 родин. Густота населення становила 110 осіб/км².  Було 60 помешкань (56/км²).
Расовий склад населення:
| - 100,0 % — білих |

До двох чи більше рас належало 0,0 %. Частка іспаномовних становила 0,8 % від усіх жителів.
За віковим діапазоном населення розподілялося таким чином: 17,8 % — особи молодші 18 років, 66,1 % — особи у віці 18—64 років, 16,1 % — особи у віці 65 років та старші. Медіана віку мешканця становила 48,3 року. На 100 осіб жіночої статі у переписній місцевості припадало 110,7 чоловіків;  на 100 жінок у віці від 18 років та старших — 110,9 чоловіків також старших 18 років.
За межею бідності перебувало 8,6 % осіб, у тому числі 0,0 % дітей у віці до 18 років та 0,0 % осіб у віці 65 років та старших.
Цивільне працевлаштоване населення становило 12 особи. Основні галузі зайнятості: транспорт — 58,3 %, освіта, охорона здоров'я та соціальна допомога — 41,7 %.